# Goera vaichravana
Goera vaichravana is een schietmot uit de familie Goeridae. De soort komt voor in het Oriëntaals gebied.